# Edith Bruck
Edith Bruck, pseudonimo di Edith Steinschreiber (Tiszabercel, 3 maggio 1931), è una scrittrice, poetessa, traduttrice, regista e testimone della Shoah ungherese naturalizzata italiana.

## Biografia

### Infanzia, esperienza nei campi di concentramento e arrivo in Italia
(Edith Bruck, Versi vissuti - Poesie (1975-1990))
Edith Steinschreiber, poi Bruck dal cognome acquisito dal secondo marito sposato per evitare il servizio militare obbligatorio, nasce a Tiszabercel, e cresce a Tiszakarád, un piccolo villaggio ungherese ai confini con la Slovacchia. È l'ultima dei sei figli di una povera famiglia ebraica. Conosce, fin dall'infanzia, l'ostilità e le discriminazioni che nel suo Paese, come nel resto d'Europa, investono gli ebrei. Nella primavera del 1944, a tredici anni, dal ghetto di Sátoraljaújhely viene deportata ad Auschwitz e poi in altri campi tedeschi: Kaufering, Landsberg, Dachau, Christianstadt e, infine, Bergen-Belsen, dove verrà liberata, insieme alla sorella, nell'aprile del 1945.
Non faranno ritorno la madre, il padre, un fratello e altri familiari. Dopo la liberazione da parte degli anglo-americani tenta il rientro in Ungheria, nella sua casa; ben presto scopre però che la fine della guerra non significa pace né accoglienza, ma nuove difficoltà e, soprattutto, nuove peregrinazioni alla ricerca di un posto nel mondo dove poter vivere. Nel 1946 raggiunge in Cecoslovacchia una delle sue sorelle maggiori, salvate da Perlasca a Budapest, ma il tentativo di ricongiungimento fallisce.
Nel settembre del 1948 raggiunge Israele, a ridosso della nascita del nuovo Stato. Qui - per evitare il servizio militare - si sposa e prende il cognome che ancora oggi porta: Bruck. Nel 1954, spinta dall'impossibilità di inserirsi e di riconoscersi nel Paese immaginato "di latte e miele", non riuscendo ad accettare la realtà segnata da conflitti e tensioni, giunge in Italia e si stabilisce a Roma, dove ancora oggi risiede.

### L'esordio come scrittrice
Con l'opera Chi ti ama così – edita nella collana "Narratori" diretta da Romano Bilenchi e Mario Luzi per Lerici editori nel 1959 – Bruck inizia la sua carriera di scrittrice e testimone della Shoah adottando la lingua italiana, una «lingua non mia», che, secondo l'autrice, le offre quel distacco emotivo che le consente di descrivere le sue esperienze dei campi di concentramento:
«La lettura di un racconto come questo, autobiografico, che l'autrice classifica anzi come documento, ci persuase che la semplicità, il candore, la debolezza e la forza della vita assunti come tali sono mezzi inesauribili e in ogni modo ancora i più sicuri per estrarre un sentimento di verità da quella storia enorme e mostruosa che ancora subissa la mente umana. Ne avevamo avuto prova due anni fa con Tanguy di Del Castillo; Il documento di Edith Bruck che nel suo procedere serrato non esclude il racconto e, qua e là, la vera poesia, ce ne dà conferma».
Dopo i primi racconti di deportati pubblicati negli anni immediatamente successivi alla guerra, Edith Bruck, assieme a Emilio Jani, Piera Sonnino, Ruth Weidenreich Piccagli e Corrado Saralvo, fa parte di quella seconda generazione di testimoni che nel decennio 1959-69 produce in Italia nuovi importanti memoriali dell'Olocausto, prima della grande proliferazione di racconti successiva agli anni novanta. A differenza dei primi testimoni della Shoah, Bruck non limita la sua narrazione agli eventi nel lager, ma racconta la sua infanzia prima della sua deportazione e l'ostilità continua dell'Europa verso i sopravvissuti, anche dopo la guerra. È solo l'inizio di una vasta produzione letteraria, che non si limita ai temi dell'Olocausto.

### L'incontro con Nelo Risi e la poliedrica attività artistica
A Roma inizia anche un lungo sodalizio sentimentale e artistico con il poeta e regista Nelo Risi - che diverrà suo marito - il quale, tra l'altro, trae da un romanzo della Bruck il film Andremo in città nel 1966, sceneggiato da Cesare Zavattini e con protagonisti Geraldine Chaplin e Nino Castelnuovo; così il tema della Shoah assume per Bruck potenzialità cinematografiche, che ha già sperimentato in quegli anni come consulente di Gillo Pontecorvo nella realizzazione di Kapò.
Collabora nel frattempo con alcuni giornali, fra cui Il Tempo, il Corriere della Sera e Il Messaggero, intervenendo in diverse occasioni intorno ai temi dell'identità ebraica e della politica di Israele.
Nel 1971 la sua prima opera teatrale, Sulla Porta, è messa in scena al Piccolo Teatro di Milano e al Teatro Quirinale di Roma. È tra i fondatori del Teatro della Maddalena di Roma, dove l'opera Mara, Maria, Marianna (di Bruck, Maraini, e Boggio) è presentata nel 1974, seguita l'anno successivo da "Per il tuo bene".
Si cimenta anche nella regia, girando nel 1979 il film Improvviso, (storia dell'educazione di un adolescente all'interno di una famiglia cattolica), e più tardi il film per la televisione Un altare per la madre (1986), tratto dall'omonimo romanzo del 1978 di Ferdinando Camon. Collabora alla sceneggiatura del film Fotografando Patrizia (1984) di Salvatore Samperi e gira qualche documentario di viaggio.
Ha tradotto, spesso in collaborazione con Risi, i più grandi poeti ungheresi, Gyula Illyés, Ruth Feldman, Attila József e Miklós Radnóti, e presentato Renukā.

### Riconoscimenti, interviste e lavori recenti
Malgrado l'avanzare dell'età e il peso che l'attività comporta (come raccontato nel libro Signora Auschwitz), Edith Bruck non rinuncia alla propria missione di portare la propria testimonianza presso scuole e università in tutta Italia. Alle memorie degli anni quaranta, si aggiunge la memoria del sodalizio con Nelo Risi – scomparso novantacinquenne nel 2015 – e, in particolare nel romanzo La rondine sul termosifone (2017), quella della lunga assistenza che Bruck, assieme alla badante Olga, gli ha prestato in casa negli ultimi undici anni, quando il poeta è stato affetto da una malattia neurodegenerativa che ne indeboliva il corpo e cancellava la memoria.
Nel 2018, l'Università di Macerata – dopo aver invitato la scrittrice in qualità di testimone – decide per iniziativa della professoressa Michela Meschini, curatrice, di rieditare presso la propria editrice (eum) il corpus poetico fondamentale di Edith Bruck, che consta delle tre raccolte Il tatuaggio (Guanda, 1975), In difesa del padre (Guanda, 1980) e Monologo (Garzanti, 1990), riproponendo la presentazione scritta da Giovanni Raboni per la raccolta d'esordio e arricchendo la pubblicazione, per la prima volta, di spunti critici con le introduzioni di Paolo Steffan, che ne scandaglia il binomio amore-dolore, e della curatrice, che descrive i Versi vissuti di Bruck come «una sorta di autobiografia in versi che, pur collocandosi in linea di continuità con la maggiore produzione in prosa, è capace, a differenza di quest'ultima, di spogliarsi facilmente del dato contingente per lasciar risuonare interrogativi universali».
Nel novembre dello stesso anno riceve la laurea honoris causa in Informazione, Editoria e Giornalismo dall'Università degli Studi Roma Tre, in occasione della quale dichiara che la propria università è stata Auschwitz; il mese precedente le era stata conferita, unitamente a Emma Bonino, l'onorificenza "Guido II degli Aprutini" da parte dell'Università degli Studi di Teramo.
Nel gennaio 2019 è invitata a testimoniare dal presidente Sergio Mattarella nel corso delle celebrazioni del Giorno della Memoria al Quirinale, dove è stata intervistata da Francesca Fialdini e brani della sua opera sono stati recitati da Isabella Ragonese.
Il 24 ottobre 2019 l'ateneo maceratese le conferisce la laurea honoris causa in Filologia moderna, mentre esce il libro Ti lascio dormire, dedicato a Risi. Su la Repubblica Antonio Gnoli la definisce «una donna straordinaria. Intensa come poche».

A settembre del 2020 il ministro della salute Roberto Speranza vuole la scrittrice e testimone della Shoah nella commissione per riformare il «sistema di assistenza sanitaria e socio-sanitaria alla popolazione anziana, puntando su servizi sul territorio, assistenza domiciliare e sanità digitale».
Il 20 febbraio 2021 papa Francesco ha fatto visita a Edith Bruck, nella sua casa romana; nel salutarla, ha detto: «Sono venuto qui da lei per ringraziarla della sua testimonianza e rendere omaggio al popolo martire della pazzia del populismo nazista e con sincerità le ripeto le parole che ho pronunciato dal cuore allo Yad Vashem e che ripeto davanti ad ogni persona che come lei ha sofferto tanto a causa di questo: perdono, Signore, a nome dell’umanità». Da questa esperienza e successivi incontri sarebbe nato, nel 2022, un nuovo libro autobiografico di Bruck, Sono Francesco, di cui il pontefice ha scritto la prefazione.
Il 29 aprile 2021 le è stata conferita l'onorificenza di Cavaliere di Gran Croce dell'Ordine al Merito della Repubblica Italiana dal presidente della Repubblica Sergio Mattarella.
Il 5 maggio 2021 viene annunciato dal Comune di Acqui Terme che Edith Bruck è la Testimone del Tempo del Premio Acqui Storia 2021.
Il 28 agosto 2021 viene insignita del Premio Viareggio nella sezione Narrativa per il romanzo autobiografico Il pane perduto.
In occasione del Giorno della Memoria 2022 viene trasmesso un docu-film Racconta, anche per noi per commemorare le vittime dell'Olocausto, di Roberto Olla, con la partecipazione di Edith Bruck e Sami Modiano, dove raccontano alcuni aspetti delle esperienze vissute come sopravvissuti dell'Olocausto, docu-film prodotto dagli speciali del TG5 Mediaset.
Il 25 gennaio 2023 l'emittente LA7 trasmette in prima serata lo speciale di Atlantide - Storie di uomini e di mondi intitolato Io mi ricordo, un'intervista della Bruck sulle sue memorie.
Il 4 novembre 2023, un'intervista del Corriere della Sera ha riportato che la scrittrice avesse cambiato idea sull'accoglienza (in seguito all'attacco di Hamas del 7 ottobre 2023) e che volesse la chiusura dei confini europei per le persone di origine araba o musulmana. Tale interpretazione va ricondotta ad un contesto più ampio legato all'aumento dei casi di antisemitismo nel vecchio continente.
Il giorno seguente ha dichiarato all'ANSA: "Non ho mai detto e non avrei potuto dire 'ha ragione la Lega', i ringraziamenti a Meloni e Salvini erano ironici e con un punto interrogativo alla fine che non è stato inserito ('dobbiamo ringraziare Meloni e Salvini?'). È desolante pensare che siano loro a difendere Israele. Sono stata sempre e sono a favore dell'accoglienza, volevo solo osservare che in questo momento delicato questa deve essere costantemente monitorata perché nel flusso migratorio ci possono essere infiltrazioni terroristiche. La stampa gioca irresponsabilmente con le parole capovolgendone il significato, e di tutto questo sono molto amareggiata".

## Opere

### Narrativa
- Chi ti ama così, Milano, Lerici, 1959; Venezia, Marsilio 1974, 2015.
- Andremo in città, Milano, Lerici, 1962; Roma, Carucci, 1982; Napoli, L'ancora del Mediterraneo, 2007, ISBN 978-88-832-5208-2; Collana Oceani, Milano, La nave di Teseo, 2021, ISBN 978-88-346-0793-0.
- È Natale, vado a vedere, Milano, Scheiwiller, 1962.
- Le sacre nozze, Milano, Longanesi, 1969.
- Due stanze vuote, Presentazione di Primo Levi, Venezia, Marsilio, 1974.
- Transit, Milano, Bompiani, 1978; Venezia, Marsilio, 1995.
- Mio splendido disastro, Milano, Bompiani, 1979; Lampi di Stampa, 2011, ISBN 978-88-488-1188-0.
- Nuda proprietà, Venezia, Marsilio, 1993.
- L'attrice, Venezia, Marsilio, 1995, ISBN 978-88-317-6180-2.
- Il silenzio degli amanti, Venezia, Marsilio, 1997.
- L'amore offeso, Venezia, Marsilio, 2002, ISBN 978-88-317-7873-2.
- Lettera da Francoforte, Collana Oscar Scrittori moderni, Milano, Mondadori, 2004, ISBN 978-88-045-3344-3.
- Quanta stella c'è nel cielo, Milano, Garzanti, 2009. Premio Viareggio 2009[30] - Premio Città di Bari-Costiera del Levante-Pinuccio Tatarella
- Privato, Postfazione di Gabriella Romani, Milano, Garzanti, 2010. Premio Europeo di Narrativa G. Ferri - D. H. Lawrence
- La donna dal cappotto verde, Collana Nuova Biblioteca n.97, Milano, Garzanti, 2012, ISBN 978-88-116-8406-0. - Collana Oceani n.248, Milano, La nave di Teseo, 2025, ISBN 978-88-346-2000-7.
- Il sogno rapito, Collana Narratori moderni, Milano, Garzanti, 2014, ISBN 978-88-116-8296-7; Collana Oceani, Milano, La nave di Teseo, 2024, ISBN 978-88-346-1937-7.
- La rondine sul termosifone, Collana Oceani n.7, Milano, La nave di Teseo, 2017, ISBN 978-88-934-4112-4.
- Ti lascio dormire, Collana Oceani n.72, Milano, La nave di Teseo, 2019, ISBN 978-88-934-4894-9.
- Il pane perduto, Collana Oceani, Milano, La nave di Teseo, 2021, ISBN 978-88-346-0451-9.

### Memorialistica
- Lettera alla madre, Milano, Garzanti, 1988, Premio Rapallo Carige per la donna scrittrice 1989;[31] Collana Oceani, Milano, La nave di Teseo, 2022, ISBN 978-88-346-0936-1.
- Signora Auschwitz. Il dono della parola, Collana Gli specchi della memoria, Venezia, Marsilio, 1999, 2014, ISBN 978-88-317-7058-3; Collana Le onde, Milano, La nave di Teseo, 2023, ISBN 978-88-346-1320-7.
- I frutti della memoria. La mia testimonianza nelle scuole, a cura di E. Bruck con Eugenio Murrali, con testi di René de Ceccatty e Dario Nardella, Collana Le onde n.129, Milano, La nave di Teseo, 2024, ISBN 978-88-346-1667-3.

### Poesia
- Il tatuaggio, Presentazione di Giovanni Raboni, Parma, Guanda, 1975.
- In difesa del padre, Milano, Guanda, 1980.
- Monologo, Milano, Garzanti, 1990, ISBN 978-88-116-3758-5.
- Itinerario / Utirany: poesie scelte, Roma, Quasar, 1998, ISBN 978-88-714-0122-5.
- Specchi, Roma, Edizioni di Storia e Letteratura, 2005, 2023, ISBN 978-88-935-9784-5.
- Versi vissuti. Poesie (1975-1990), Introduzione e cura di Michela Meschini, Prefazione di Paolo Steffan, Postfazione di E. Bruck, Macerata, EUM-Centro Edizioni Università di Macerata, 2018, ISBN 978-88-605-6558-7.
- Tempi, Prefazione di Michela Meschini, Collana Oceani, Milano, La nave di Teseo, 2021, ISBN 978-88-346-0630-8.

### Teatro
- Sulla porta (1970)
- Mara, Maria, Marianna (1974, con Dacia Maraini e Maricla Boggio)
- Per il tuo bene (1975)

### Conversazioni
- Sono Francesco, Prefazione di Papa Francesco, postfazione di Noemi Di Segni, Collana Le onde, Milano, La Nave di Teseo, 2022, ISBN 978-88-3461-199-9.
- E. Bruck-Andrea Riccardi, Oltre il male, Collana I Robinson, Roma-Bari, Laterza, 2024, ISBN 978-88-581-5533-2.

## Filmografia

### Sceneggiatrice
- Andremo in città, regia di Nelo Risi (1966)
- Fotografando Patrizia, regia di Salvatore Samperi (1984)
- Per odio, per amore, regia di Nelo Risi (1991)
- Anita B, regia di Roberto Faenza (2014)

### Regista
- Improvviso (1979)
- Quale Sardegna? (1983)
- Un altare per la madre (1986)

### Attrice
- I soliti ignoti, regia di Mario Monicelli (1958)

## Televisione
- Rai 1, 25 aprile 2021, Edith Bruck scrittrice e testimone della Shoah ungherese, ospite in Che tempo che fa condotta da Fabio Fazio, da RaiPlay[32]
- Rai Scuola, 1 marzo 2021, Edith Bruck: testimonianza sul razzismo - intervista alla scrittrice ungherese[33]
- Rai 1, 23 gennaio 2019, ospite di Bruno Vespa a Porta a Porta, Io bambina ad Auschwitz, da RaiPlay[34]
- Rai 1, 27 gennaio 2017, Storia - Anniversari e celebrazioni - Shoah:La testimonianza di Edith Bruck. Intervista nella trasmissione Unomattina, su Rai Teche[35]
- Rai 1, 2015, Storie della Shoah - Edith Bruck. Intervistata da Unomattina, da RaiPlay[36]
- Rai 2, 1983, Donne della Shoah - Edith Bruck. Intervista nella trasmissione Blitz condotta da Gianni Minà, da RaiPlay[37]

## Riconoscimenti
- Premio Rapallo Carige per la donna scrittrice (1989)[31]
- Premio Viareggio per la narrativa (2009)[30]
- Premio Città di Bari-Costiera del Levante-Pinuccio Tatarella (2009)
- Premio Europeo di Narrativa G. Ferri - D. H. Lawrence (2010)
- Premio Acqui Storia (2021)[24]
- Premio Strega Giovani (2021)[38]
- Premio Viareggio per la narrativa (2021)
- Fondazione Il Campiello alla carriera (2023)[39]